# Marianna (Florida)
Marianna ist eine Stadt und zudem der County Seat des Jackson County im US-Bundesstaat Florida. Das U.S. Census Bureau hat bei der Volkszählung 2020 eine Einwohnerzahl von 6.245 ermittelt.

## Geographie
Marianna liegt etwa 100 Kilometer nordwestlich von Tallahassee. Die Stadt wird im Osten vom Chipola River, einem rechten Nebenfluss des Apalachicola River, tangiert.

## Geschichte
Das Eisenbahnzeitalter in Marianna begann 1883 mit der Eröffnung der Bahnstrecke der Pensacola and Atlantic Railroad. Durch sie entstand eine durchgängige Bahnverbindung zwischen Pensacola und Jacksonville. 1909 wurde durch die Marianna & Blountstown Railroad ein Abzweig nach Blountstown eröffnet, dieser 1972 jedoch wieder stillgelegt.
Besonders bekannt ist die Stadt für die 1900 eröffnete Florida School for Boys, ein früheres Heim für schwer erziehbare Jugendliche, in der es zu schweren Misshandlungen der Insassen (oftmals mit Todesfolge) kam. 2011 wurde die Anstalt geschlossen.

## Demographische Daten
Laut der Volkszählung 2010 verteilten sich die damaligen 6102 Einwohner auf 3448 Haushalte. Die Bevölkerungsdichte lag bei 293,4 Einw./km². 53,3 % der Bevölkerung bezeichneten sich als Weiße, 42,0 % als Afroamerikaner, 0,4 % als Indianer und 0,9 % als Asian Americans. 0,9 % gaben die Angehörigkeit zu einer anderen Ethnie und 2,5 % zu mehreren Ethnien an. 2,7 % der Bevölkerung bestand aus Hispanics oder Latinos.
Im Jahr 2010 lebten in 31,1 % aller Haushalte Kinder unter 18 Jahren sowie 29,3 % aller Haushalte Personen mit mindestens 65 Jahren. 56,0 % der Haushalte waren Familienhaushalte (bestehend aus verheirateten Paaren mit oder ohne Nachkommen bzw. einem Elternteil mit Nachkomme). Die durchschnittliche Größe eines Haushalts lag bei 2,22 Personen und die durchschnittliche Familiengröße bei 2,95 Personen.
28,9 % der Bevölkerung waren jünger als 20 Jahre, 25,6 % waren 20 bis 39 Jahre alt, 22,9 % waren 40 bis 59 Jahre alt und 22,5 % waren mindestens 60 Jahre alt. Das mittlere Alter betrug 36 Jahre. 47,2 % der Bevölkerung waren männlich und 52,8 % weiblich.
Das durchschnittliche Jahreseinkommen lag bei 25.187 $, dabei lebten 25,9 % der Bevölkerung unter der Armutsgrenze.
Im Jahr 2000 war englisch die Muttersprache von 98,25 % der Bevölkerung und spanisch sprachen 1,75 %.

## Sehenswürdigkeiten
Folgende Objekte sind im National Register of Historic Places gelistet:
- Ely-Criglar House
- Marianna Historic District
- Joseph W. Russ Jr. House
- St. Luke Baptist Church
- Waddells Mill Pond Site
- Theophilus West House

## Verkehr
Marianna wird von der Interstate 10, dem U.S. Highway 90 sowie den Florida State Roads 73, 166 und 276 durchquert.
Der Schienengüterverkehr durch die Stadt wird von CSX durchgeführt.
Rund 90 Kilometer südwestlich der Stadt liegt der Northwest Florida Beaches International Airport.

## Kriminalität
Die Kriminalitätsrate lag im Jahr 2010 mit 646 Punkten (US-Durchschnitt: 266 Punkte) im hohen Bereich. Es gab zwei Morde, zwölf Vergewaltigungen, 14 Raubüberfälle, 50 Körperverletzungen, 57 Einbrüche, 215 Diebstähle, 16 Autodiebstähle und eine Brandstiftung.

## Persönlichkeiten
- Moss Mabry (1918–2006), Kostümbildner
- Tony Brown (1967–2022), Basketballschiedsrichter